# Alaria marcianae
Alaria marcianae ist ein parasitisch im Dünndarm lebender Saugwurm. Endwirte sind vor allem wildlebende Katzen in Nordamerika, selten auch Hauskatzen. Als Alariose-Erreger spielt er aufgrund seiner geringen krankheitsauslösenden Wirkung nur eine geringe Rolle. Der Artname leitet sich vom Stapelwirt ab, in dem der erste Mesozerkarien-Nachweis erfolgte, der Karierten Strumpfbandnatter (Thamnophis marcianus).

## Morphologie
Alaria marcianae sind mit einer Länge von 1,2 bis 1,5 mm kleine Darmegel. Beidseits des Mundsaugnapfs sind zwei, etwa 100 µm lange, nach vorn gerichtete Fühler mit Pseudosaugnäpfen ausgebildet. Der Mundsaugnapf hat einen Durchmesser von etwa 100 µm. Der Körper ist deutlich in einen Vorder- und Hinterkörper gegliedert. Der Vorderkörper ist bauchseitig konkav, die Seitenränder flügelartig eingefaltet. Die beiden „Flügel“ überlappen sich an der Unterseite. Der Bauchsaugnapf hat etwa die gleiche Größe wie der Mundsaugnapf. Das tribozytische Organ ist 150 bis 200 µm breit und etwa doppelt so lang. Es liegt unmittelbar hinter dem Bauchsaugnapf. Die Dotterstöcke (Vitellarien) liegen fast vollständig im Vorderkörper, die übrigen Geschlechtsorgane im Hinterkörper. Die Hoden liegen hintereinander. Der hintere Hoden ist zweilappig, jede Seite enthält einen Lappen. Das Ovar liegt unmittelbar vor dem vorderen Hoden.
Die Eier sind 110–127 µm × 65–72 µm groß, goldbraun und haben eine dünne glatte Schale. An einem Pol ist ein Deckel (Operculum) ausgebildet.

## Lebenszyklus
Wie alle Alarien hat er einen Entwicklungyzklus mit zwei Zwischenwirten. Erster Zwischenwirt sind Süßwasserschnecken der Gattung Helisoma, zweiter Amphibien. Die Infektion erfolgt durch Fressen der zweiten Zwischenwirts oder eines Stapelwirts.  In letzteren entwickeln sich die Mesozerkarien, die auch von Stapelwirten (Reptilien, Waschbären und andere Säugetiere) aufgenommen werden. Die Mesozerkarien durchdringen die Magenwand und gelangen in die Bauchhöhle. Nach drei Stunden durchdringen sie das Zwerchfell und dringen über die Brusthöhle in die Lungen ein. Auch die Körperwanderung über Leber und Herz in die Lunge ist möglich. Innerhalb der Lunge entwickeln sich in etwa einer Woche die Metazerkarien. Hier verbleiben sie weitere vier Tage und sind ab Tag 11 im Zwölffingerdarm zu finden.
Eine Besonderheit im Infektionsweg ist die Möglichkeit der Übertragung der Mesozerkarien von der Mutter auf die Katzenjungen über die Muttermilch. Hier ist die säugende Kätzin Stapelwirt.